# Antoni Mata Damunt
Antoni Mata Damunt, més conegut com a Toni Mata (Sabadell, 24 de febrer de 1982), és un periodista, guionista, escriptor i còmic català.
Va néixer al barri de Can Rull de Sabadell. Va estudiar periodisme a la Universitat Autònoma de Barcelona. Com a guionista, ha treballat a Televisió de Catalunya, COM Ràdio, Emissions Digitals de Catalunya, al web de la revista El Jueves, com també al programa On vols anar a parar de Llucià Ferrer a Catalunya Ràdio. Ha coordinat els guions de programes d'Andreu Buenafuente i d'El Hormiguero 3.0 de Pablo Motos. Com a còmic, ha escrit el guió de l'espectacle Amb Xocolata o sense? i l'ha presentat juntament amb Elisabet Carnicé. Ha publicat diversos llibres, amb l'humor com a protagonista. És redactor del diari humorístic digital Be Negre.

## Llibres
- "Alienació mental transitòria", dins Tres relats. Premis de narrativa breu per a joves autors «Caterina Albert» de Cerdanyola del Vallès 2006, 2007 i 2008. Bellaterra, Servei de Publicacions de la UAB, 2009. ISBN 978-84-490-2566-2[4]
- Momentos poco estelares de la humanidad, amb il·lustracions de José María Gallego. Barcelona, Grupo Planeta, 2013. ISBN 978-84-08-05278-4[5][6]
- Guía Vaughan de historia. Segunda Guerra Mundial, amb il·lustracions de Dani Sanz. Madrid, Vaughan, 2015. ISBN 978-84-16094-41-7[7]
- Nascuts per ser breus. Barcelona, Editorial La Galera, 2019. ISBN 978-84-24666-71-2[8]

## Premis i reconeixements
- 1r Premi Caterina Albert amb Alienació mental transitòria (2006)[9]
- Premi Joaquim Ruyra de narrativa juvenil amb Nascuts per ser breus (2019)[10][11]
- 26è Premi Protagonista Jove amb Nascuts per ser breus (2022)[12]
- Premi Menjallibres amb Nascuts per ser breus (2022)